# Diplacodes
Diplacodes là một chi chuồn chuồn ngô thuộc họ Libellulidae. Nhiều loài trong chi này có mặt ở châu Phi, châu Á, Úc và tây nam Thái Bình Dương. Chúng có kích thước nhỏ.

## Các loài
Chi này gồm các loài:
- Diplacodes bipunctata (Brauer, 1865) - Wandering Percher[2]
- Diplacodes deminuta Lieftinck, 1969 - Little Percher[3]
- Diplacodes exul (Selys, 1883)
- Diplacodes haematodes (Burmeister, 1839) - Scarlet Percher[2]
- Diplacodes lefebvrii (Rambur, 1842) - Black Percher[4]
- Diplacodes luminans (Karsch, 1893) - Luminous Percher, Barbet, Barbet Percher[5]
- Diplacodes melanopsis (Martin, 1901) - Black-faced Percher[2]
- Diplacodes nebulosa (Fabricius, 1793) - Charcoal-winged Percher[2]
- Diplacodes pumila Dijkstra, 2006 - Dwarf Percher[6]
- Diplacodes spinulosa Navás, 1915
- Diplacodes trivialis (Rambur, 1842) - Chalky Percher[2]

## Hình ảnh

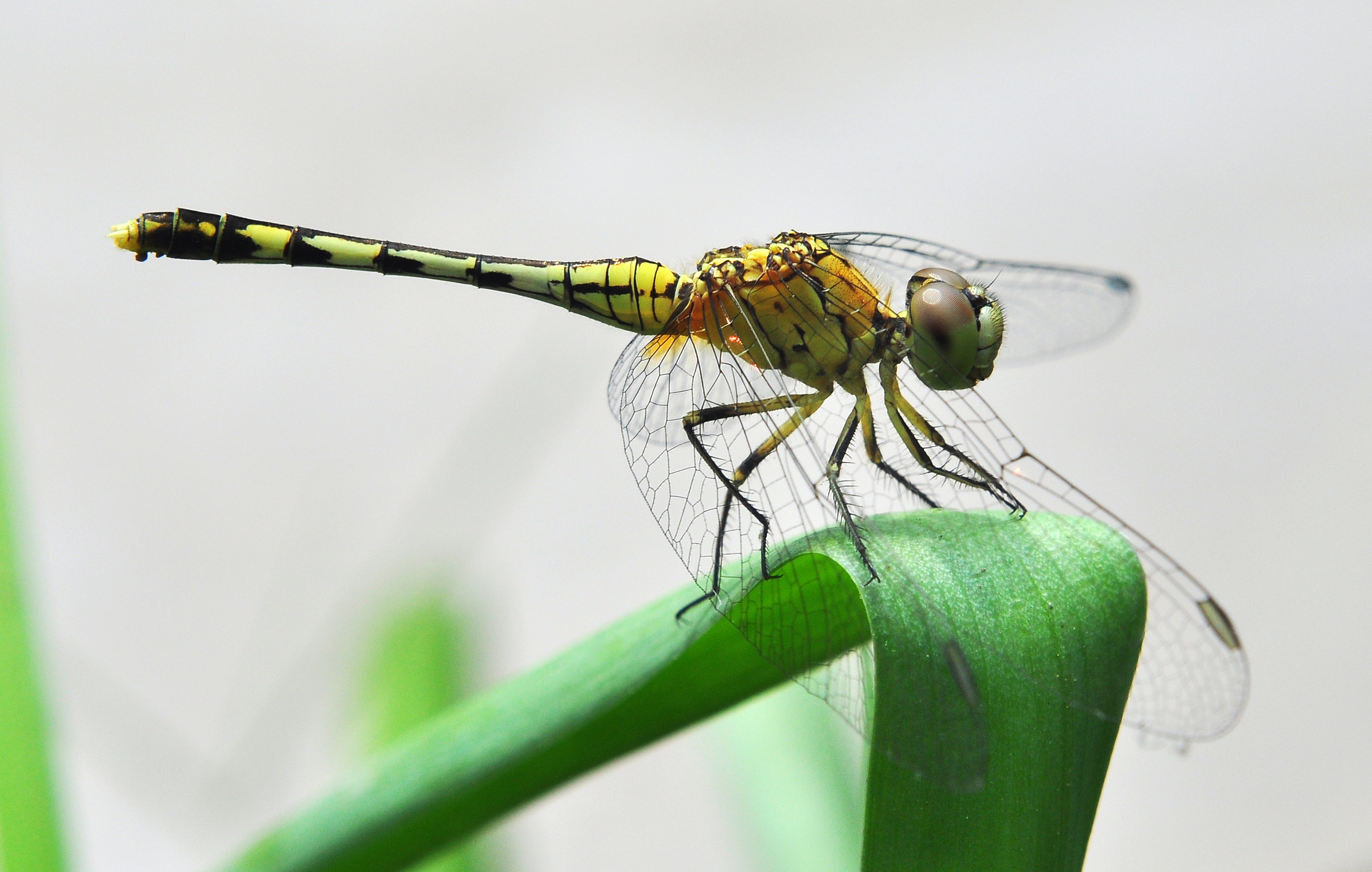